# Saab 2000

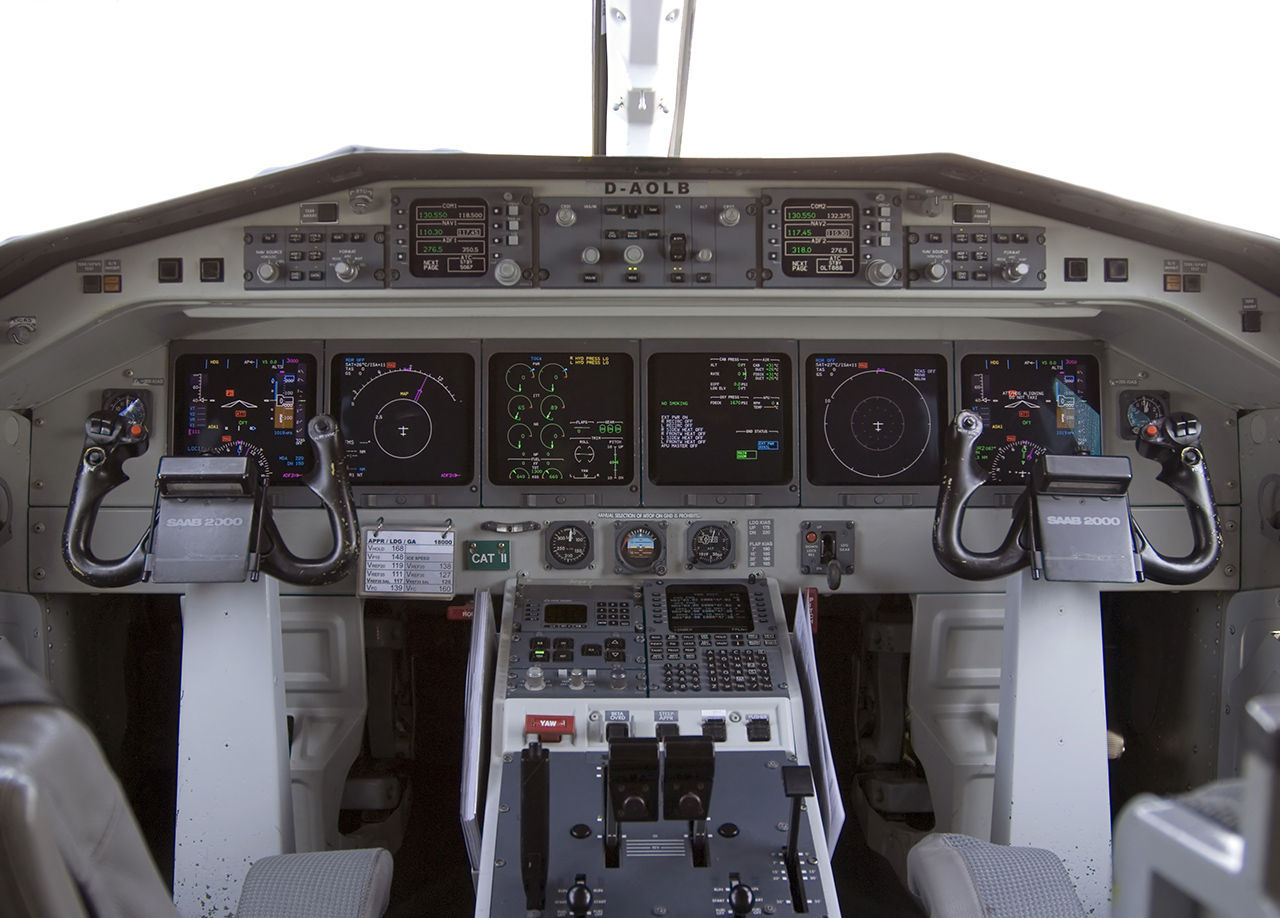
Saab 2000, Cockpit

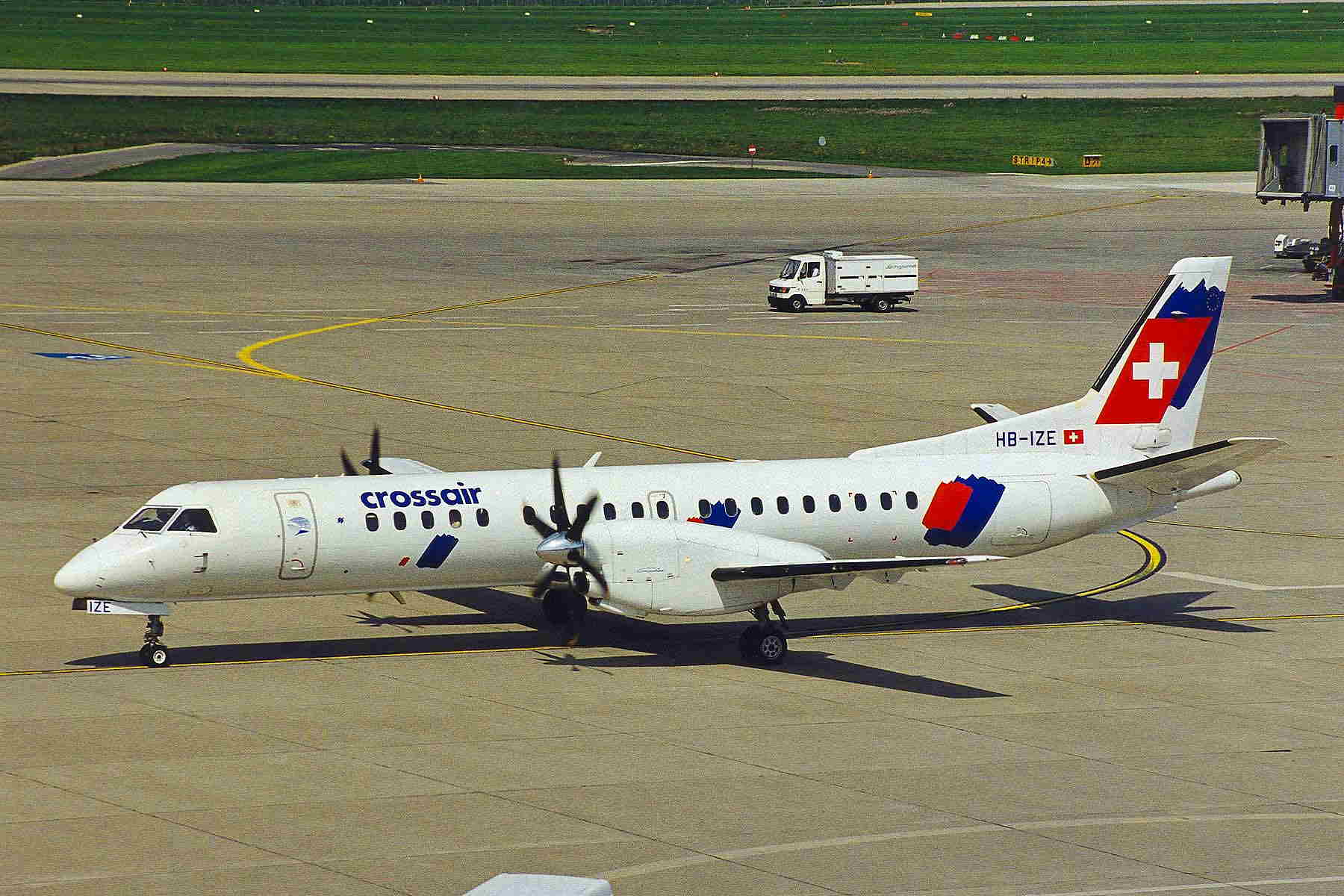
En Crossair Saab 2000 på Genèves flygplats

Saab 2000 är ett flygplan med turbopropmotorer, och är en modifierad och förlängd version av Saab 340 tillverkad av Saab. Det är ett av de snabbaste trafikflygplanen av denna typ, med en hastighet över 665 km/h. Kapaciteten är 50 passagerare (att jämföra med Saab 340:s 34 passagerarplatser). Efter fyra års projektutveckling flög det första Saab 2000-planet år 1992. Efter 63 tillverkade exemplar lades tillverkningen ner år 1999.
Flygplanet är utrustat med ABVR (motljud) för att minska ljudnivån inuti flygplanskroppen.
Saab 2000 var den sista civila flygplansmodellen som Saab utvecklade. Efter detta blev Saab underleverantör åt, och partner med, bland andra Airbus och Boeing.

## Övervakningsplan
År 2006 sålde Saab ett Airborne Early Warning-system AEW&C till Pakistans flygvapen. Systemet bygger på Saab 2000 som bärare av ett Erieye-radarsystem.
Under Farnborough Airshow 2008 presenterade Saab ytterligare modeller baserade på Saab 2000.
Förutom Saab 2000 ERIEYE AEW&C även Saab 2000 MPA (Maritime Patrol Aircraft) och Saab 2000 SIGSTAR (SIGnal Surveillance, Targeting, Acquisition, Reconnaissance System). Alla baseras på den befintliga "flottan" som kommer att byggas om till de nya modellerna.

## Liknande flygplan
- Antonov An-140
- Iljusjin Il-114

## Flygbolag

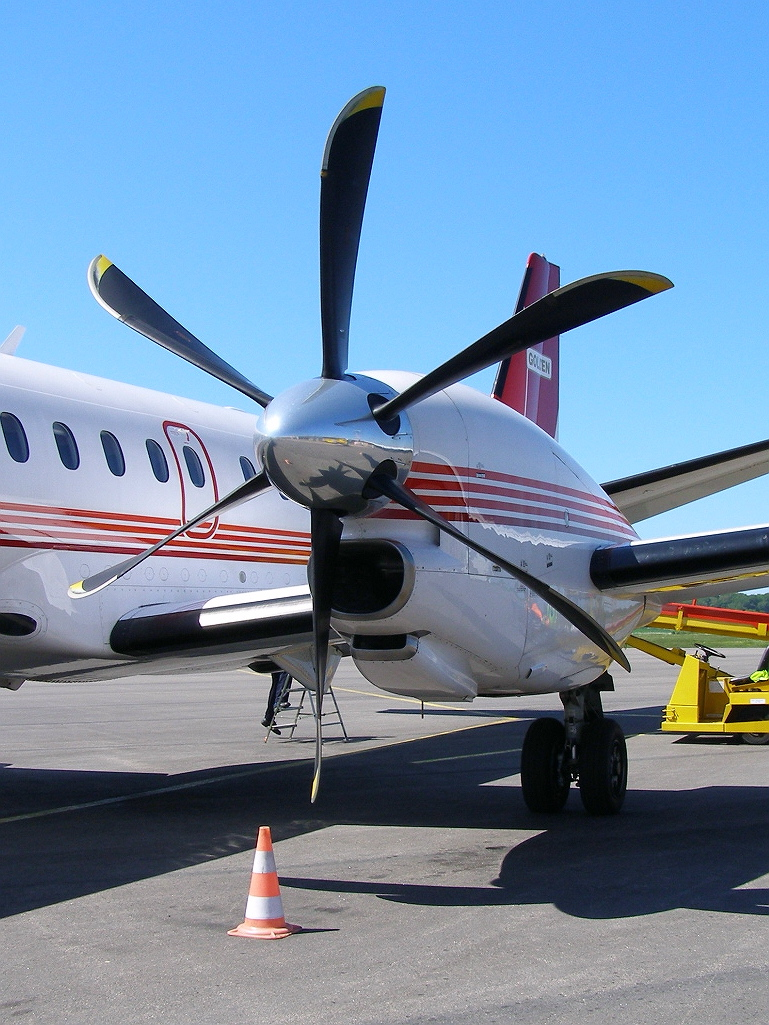
En av motorerna på ett Saab 2000-flygplan.

Flygbolag eller liknande som flugit Saab 2000 är:
- Air France Frankrike
- Carpatair Rumänien
- Blue1 Finland
- Braathens Regional Sverige
- British Airways Storbritannien
- City Airline Sverige
- Crossair Schweiz
- Darwin Airline Schweiz
- Eastern Airways Storbritannien
- Lithuanian Airlines Litauen
- Fly LAL Litauen
- Med Airlines Italien
- Air Italy Italien
- Moldavian Airlines Moldavien
- Scandinavian Airlines Sverige
- Swiss Schweiz
- Regional Airlines Frankrike
- GM Corporate USA
- Golden Air Sverige
- Air Marshall Marshallöarna
- US Department of Justice USA
- JCAB Japan Civil Aviation Bureau
- Hendricks Racing USA
- Joe Gibbs Racing USA
- Ginn Racing USA
- Carpat Air
- Skyways Sverige
- Swedline Sverige
- Deutsche BA Tyskland
- Ostfriesische Lufttransport Tyskland
- Polet Flight Ryssland
- Air Express in Sweden Sverige
- PGA Express Portugal
- Malmö Aviation Sverige